# باشگاه فوتبال لویشام بورو
باشگاه فوتبال لویشام بورو (به انگلیسی: Lewisham Borough (Community) Football Club) یک باشگاه فوتبال در شهر لندن بورو آف لویشام، کشور انگلستان است که در سال ۲۰۰۳ میلادی تأسیس شده‌است.